# 基思·埃里克森
基思·雷蒙德·埃里克森（英語：Keith Raymond Erickson，1944年4月19日—），美国NBA联盟前职业篮球运动员。他在1965年的NBA选秀中第3轮第18顺位被旧金山勇士选中。